# Will Eisner
William Erwin Eisner (Brooklyn, 6 maart 1917 – Fort Lauderdale, 3 januari 2005) was een Amerikaanse comicsschrijver.
Eisner was de zoon van Joodse immigranten. Hij was een van de pioniers van de Amerikaanse comicsscene. Zijn werk omvat onder andere de serie The Spirit, het boek A Contract with God en Fagin de Jood.
In de jaren vijftig kreeg hij bekendheid als tekenaar van de serie The Spirit, een wekelijkse acht pagina's grote krantenbijlage handelend over een superheld zonder speciale supergaven.
Geïnspireerd door het werk van Robert Crumb, begon Eisner in de jaren 1970 te werken aan het boek A Contract with God ("Een contract met God"), waarin het alledaagse leven in de Bronx wordt beschreven. De sobere zwart-wit illustraties beschrijven thema's als de dood, verdriet, geloof en seksuele gevoelens. Vaak speelde dit zich af tegen een Joodse achtergrond.
"Ik beschrijf het menselijk bedrijf, en het leven" vertelde hij in een interview. "Voor mij is het leven de vijand, en het gevecht van mensen om dat te overwinnen is in feite het centrale thema dat je in heel mijn werk terugvindt."
("I'm dealing with the human condition, and I'm dealing with life,". "For me, the enemy is life, and people's struggle to prevail is essentially the theme that runs through all my books.")
Zijn boek Comics and Sequential Art wordt algemeen beschouwd als een van de beste boeken over het maken van comics.
The Spirit verscheen als een acht pagina's grote bijlage bij zondagkranten van 1940 tot 1952. Eisners gemaskerde held (met zijn hoofdkwartier onder de grafsteen van zijn werkelijke identiteit Denny Colt) en zijn duistere en gedetailleerd weergegeven kijk op het stadsleven (gebaseerd op zijn jeugd in een Joodse wijk in New York) hadden een sterke wisselwerking met en invloed op de donkere ("film noir") films uit die tijd. Op een gegeven moment bedroeg de wekelijkse oplage van de gemaskerde creatie meer dan vijf miljoen exemplaren.
De strip is opmerkelijk in minstens drie opzichten.
Ten eerste handelen de verhalen over mensen, vaak de "kleine" mensen die over het hoofd gezien worden in de stadse maalstroom. In veel van de beste episodes komt de "held" (de Spirit) slechts kort en bijna per ongeluk in beeld terwijl het verhaal zich toespitst op een dramatische gebeurtenis die zich afspeelt in vervallen achterbuurten en rokerige kamertjes.
Ten tweede bevatte The Spirit, naast geweld en drama, veel humor - zowel subtiel als heel platvloers. De held werd neergeschoten, in elkaar geslagen, met stomheid geslagen en vaak verward door de bijzondere vrouwen die hij tegenkwam.
Ten derde was de studio van Eisner een broedplaats voor nieuw tekentalent waaronder zulke verschillende als Wallace Wood en Jules Feiffer, die beide de kunst van het illustreren en verhalen vertellen leerden van de meester.
Na het einde van The Spirit in 1952 hield Eisner zich vele jaren bezig met het maken van trainingsgidsen voor het Amerikaanse leger- het PS magazine.
Na zijn terugkeer in de burgerwereld, aan het einde van de jaren zeventig, begon hij een serie beeldromans over de geschiedenis van de immigranten in New York, in het bijzonder de joodse. Dit wordt gezien als een mijlpaal in de Amerikaanse strip.
Na A Contract with God (1978) - lang beschouwd als eerste Amerikaanse beeldroman (graphic novel) - volgden The Building, Dropsie Avenue en To The Heart of the Storm.
Zijn meest recente werk bestond uit het hervertellen, in grafische vorm, van bestaande verhalen waaronder Moby Dick. In 2002, op 85-jarige leeftijd, publiceerde hij Sundiata, gebaseerd op het deels historische, deels mythische, verhaal van een West-Afrikaanse koning, "De Leeuw van Mali".
In 1975 werd hij de laureaat van de Grand Prix de la ville d'Angoulême. De in de comics-wereld bekende Will Eisner-award, ook wel "Eisner" genoemd, is naar hem vernoemd. Deze werd in 1988 in het leven geroepen door de comic-industrie en wordt jaarlijks uitgereikt aan diegenen die het hoogste hebben bereikt in dit vakgebied.
Eisner overleed in Fort Lauderdale (VS) aan complicaties na een hartoperatie op 3 januari 2005.